# Guy Verhofstadt
Guy Maurice Marie Louise Verhofstadt (Dendermonde, 11 de Abril de 1953) é um político flamengo. Foi primeiro-ministro da Bélgica entre 1999 e 2008.

## Início de carreira
Estudou direito na Universidade de Gante onde deu os primeiros passos na sua carreira política ao integrar o clube de estudantes LVSV. Mais tarde travou conhecimento com Willy De Clercq, figura destacada do Partido para a Liberdade e Progresso (PVV) em Gante e tornou-se "pupilo" deste o que lhe permitiu ascensão dentro do partido.
Em 1976 foi eleito membro da assembleia municipal, e em 1979 fez a sua entrada na política nacional como líder do partido PVV, aquando da nomeação de De Clercq para ministro das Finanças.
Em 1985, Verhofstadt foi eleito como deputado pela primeira vez. A 28 de Novembro desse mesmo ano, aos 32 anos de idade, juntou-se ao governo Martens VI como ministro do Orçamento e da Investigação Científica. Este governo caiu a 19 de Outubro de 1987.
Nas eleições de 13 de Dezembro de 1987 alcança um excelente resultado ao conseguir ultrapassar o então primeiro-ministro Wilfried Martens, e assim uma forte vitória para o seu partido liberal, o PVV. Contudo, e apesar dessa vitória, o PVV não foi escolhido para fazer parte do governo nacional, tendo Martens optado por formar coligação com os socialistas.
Esta experiência leva-o a escrever o seu "Burgermanifesten", no qual ele expõe como na democracia belga a governação não é determinada pela decisão popular, mas sim por grupos de pressão intangíveis. É com base nesse manifesto que em 1992 procede à remodelação do PVV no partido Liberais e Democratas Flamengos (VLD). Nas eleição de 1995 o VLD acolhe novo aumento de popularidade. A tentativa de Verhofstadt de formar governo de coligação com os socialistas após esta vitória eleitoral gorou-se - a falta de confiança na sua pessoa talvez tenha sido insuperável.

## Governo Verhofstadt I
Em 1999 surge enfim oportunidade de ascender ao poder em governo de coligação que incluiu, entre outros, os socialistas e o partido ecologista Agalev (actual Groen!).
Este governo Verhofstadt I marcou o início de uma nova era na política belga, marcada por maior abertura de debate. Diversos temas controversos foram então legislados, tais como a eutanásia, a lei da nacionalidade belga, legalização das drogas leves, e a aprovação do casamento entre pessoas do mesmo sexo.
Nas eleições de 2003 o VLD e os socialistas SP.A conseguem uma vitória firme, enquanto que os ecologistas Agalev e Ecolo são fortemente penalizados.

## Governo Verhofstadt II
Após estas eleições em que os partidos ecologistas foram penalizados, Verhofstadt forma o seu segundo governo, Verhofstadt II, sem os partidos ecologistas. O foco principal de governação foram as condições de trabalho.
Em 2004 ocorre a crise em redor dos direitos de voto para os imigrantes. De um lado o pacto de regime com os socialistas que lhe impõe que dê seguimento à votação do parlamento, do outro a opinião de grande parte dos militantes do seu partido que se opõem ao direito de voto para os imigrantes e lhe pedem que não dê seguimento.
Nas eleições de 13 de Junho de 2004 o VLD é severamente castigado. Com menos de 20% dos votos, torna-se apenas no quarto partido da Flandres.
Em Julho de 2004 tenta passar da política belga para o plano internacional ao apresentar-se candidato a presidente da Comissão Europeia. Para tal, conta com o apoio de Gerhard Schröder e de Jacques Chirac. A sua candidatura esbarra no veto de Tony Blair. O escolha consensual foi então a de nomear Durão Barroso para o cargo.
Entretanto Verhofstadt viu a sua posição na política belga enfraquecer. Importantes figuras dos seus dois governos, Frank Vandenbroucke e Louis Michel passam nomeadamente para o governo regional da Flandres e para a Comissão Europeia. O partido francófono MR, também ele parte da coligação governamental, perde o poder nos governos regionais de Bruxelas e da Valónia. No seguimento de tais resultados eleitorais, a relação entre o governo federal e o governo dessas regiões deteriora-se e complica a resolução de alguns temas como o da expansão da actividade da companhia de correio DHL no aeroporto de Bruxelas, Zaventem.